# 激素

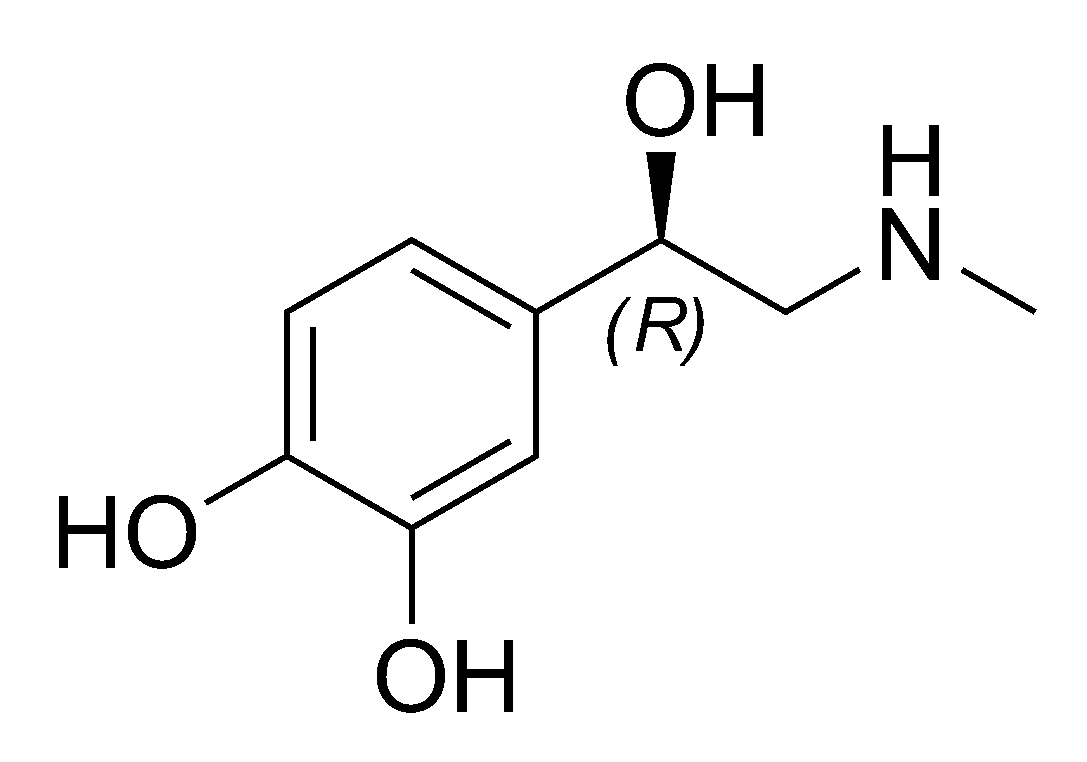
腎上腺素——儿茶酚胺类激素之一。

激素（英語：hormone）音譯荷尔蒙，是内分泌腺体或散在的内分泌细胞所产生，经血液循环作用到靶细胞，对机体代谢和生理功能发挥高效调节作用的化学物质。激素可说是一种从一个细胞传递到另一个细胞的化学信使，仅需很小量的激素便可改变细胞的新陈代谢。
激素的英语 hormone 源自古希腊语  ὁρμῶν（hormôn，to set in motion, to urge on）义为“启动、激励”。內分泌是指激素的分泌，或对其分泌形态的描述，为不经导管而直接进入血液循环的分泌方式。在特殊语境下，内分泌可作为激素的别称，例如内分泌失调，就是指激素失调。激素按其化学性质可分为三大类：类固醇激素、含氮激素（包括蛋白质激素、多肽激素及氨基酸衍生物激素）、脂肪酸衍生物激素。
所有的多细胞生物都会产生激素，植物产生的激素也被称为植物激素。动物产生的激素通常通过血液中的血漿运输到体内指定位置，细胞通过其特殊的接受某种激素的受体来对激素进行反应。激素分子与受体蛋白结合后，打开了信号通路进行信号转导，并最终使细胞做出特异性反应。
另外，还有许多自然或者人工合成的外生化合物对人类和其他动物也有类似激素的效果。他们也会像内源产生的激素一样，对体内自然激素的合成、分泌、运输、结合、功效或消除产生干扰，并进而影响人体稳态、生殖、发展或者是行为。

## 历史
英国生理学家威廉·贝利斯和恩斯特·亨利·斯塔林于1902年发现了第一个激素——促胰液素。斯塔林第一个建议使用“荷尔蒙”这个词来代表这类由身体一部分产生，而可以影响遥远的其他部分的化合物。其定義之原文為「It has to be carried from the organ where they are produced to the organ which they affect by means of the blood stream.」贝利斯和斯塔林兩人於1905年的皇家醫師學會（The Royal College of Physicians）正式發表論文時，即是史上第一次出現 hormone 這個字，並賦予此字前述之意義。

## 激素作为信号
激素进行信号转导包含以下几个方面：
1. 在特定的组织中生物合成特殊的激素
2. 并分泌激素
3. 将激素运输至靶细胞
4. 细胞膜的膜蛋白质或者胞内受体对激素进行识别
5. 激素所传递的信号传递与放大：这一步最终会导致细胞的应答，而靶细胞做出反应后，产生激素的细胞可以识别出这种反应，并最终使得激素产物降解
6. 激素的降解

产生激素的细胞一般都是一类特异化的细胞，一般存在于特定的内分泌腺体中，例如甲状腺、卵巢或者是睾丸中。激素一般通过胞吐作用或者其他细胞膜转运途径从细胞内被运输出来。多级模型是信号转导过程的过分简化的模型。一种特定的激素可能会使许多种位于体内不同组织的细胞作出反应，例如胰岛素可以引发人体内很多系统性的变化，同时对同一种激素信号，不同的组织也会有不同的反应。因此激素信号转导是复杂而不易分析的。

## 激素与受体反应
大多数激素通过与特定的胞内或细胞膜表面的受体结合来启动特定的细胞作出应答。一个细胞可能会拥有许多不同的受体，他们会对同一种激素作出反应，但是激活不同的信号转导通路，也有可能不同的受体会对不同的激素作出反应，但是可以激活相同的生化反应通路。
对于包括肽类激素在内的许多激素而言，他们的受体是与细胞膜相连并嵌入在细胞膜中的。受体与激素分子结合后一般会触发细胞质内的剧烈的二级反应，并经常伴随着细胞质内蛋白质的磷酸化或去磷酸化、离子通道的通透性变化或者胞内分子浓度的变化，这些胞内分子可以构成传递信号的第二信使系统（例如环腺苷酸，缩写cAMP）。还有一些肽类激素可以与存在于细胞质或者细胞核中的受体通过胞分泌过程进行反应。
对于类似甾体激素和甲状腺激素这样的激素而言，他们的受体存在于靶细胞内部，为了与这些受体结合，激素分子必须穿过细胞膜。由于这些激素分子是脂溶性的，因此他们可以穿过细胞膜。激素与受体结合形成的蛋白质复合体会穿过核膜进入细胞核中，并于特定的DNA序列相结合，并最终放大或者抑制某一特定基因的作用，并影响蛋白质合成。但是有研究表明，并不是所有的甾体激素的受体都位于细胞内部，有些受体也可能与细胞膜关联。
细胞是否被某一激素信号激活的一个重要指标是形成的激素-受体复合体的有效浓度。这一浓度受三个因素影响：
1. 足够数量的激素分子用于复合体的形成
2. 足够数量的受体分子用于复合体的形成
3. 激素分子与受体分子之间的亲和力

用于形成复合体的激素分子的数量通常是决定信号通路是否被激活的关键因素，而激素分子的数量由参与循环的激素的浓度所决定，而激素浓度又受激素被细胞合成的程度和速度所影响。而受体分子的数量和激素分子与受体分子的亲和力也是多种多样的。

## 生理学
大多数细胞都可以产生一种或多种分子，作为信号分子给其他的细胞传递信号，并改变其他细胞的生长、功能或者是新陈代谢。本文中目前所提到的在内分泌腺体内由细胞产生的激素都是细胞产物，他们在整个机体中作为一种专项调节因子。但是他们也可以仅仅在产生并释放其的组织中发挥作用。
激素的生物合成与分泌速率通常由体内稳态的负反馈控制机制进行调节，但同时这一机制依赖于控制激素新陈代谢和排泄作用的控制因子。因此仅有高的激素浓度并不能触发负反馈调节机制，只有当激素所产生的影响变得过度时才能激活这一机制。
激素的分泌可以通过以下途径被刺激或者抑制：
- 其他激素（刺激激素或释放激素）
- 细胞质中离子、营养物质或结合球蛋白的浓度
- 神经元和心理活动
- 环境改变，例如光线或温度等

有一类名为促内分泌腺激素的激素可以刺激其他内分泌腺体产生激素产物。例如促甲状腺激素可以促进甲状腺的生长，并提高其活性，使其生产更多的甲状腺激素。
还有一类被确认的激素名叫“饥饿激素”，这类激素包括生长激素释放肽（Ghrelin）、食欲肽和多肽YY激素，另一类激素名为“食欲抑制激素”，这类激素包括胆囊收缩素、肥胖荷尔蒙、Nesfatin-1、肥胖抑制素（Obestatin）。
为了能够使激素尽快进入循环系统中，合成激素的细胞可以生产并储存无活性的激素，这类激素以激素原和前激素的形式存在，并能够在受到刺激时迅速转换为具有活性的分子形式。

## 激素的作用效果
对于哺乳动物而言，激素会对动物身体起到以下效果：
- 促进或抑制生物生长[14]
- 导致情绪波动[15]
- 诱发或抑制细胞凋亡[16]
- 激活或抑制免疫系统[17]
- 调节新陈代谢[18]
- 为交配、战斗或逃跑等行为做准备[19]
- 为新的生命阶段（例如青春期、更年期等）做准备[20]
- 控制繁殖週期[21]
- 产生饥饿和渴的感觉[22]
- 产生性兴奋或性冲动[23]

一种激素也可以影响其他激素的合成与释放，激素信号通过稳态来调节体内环境。

## 對健康的影響
激素在人體內的量雖然不多，但是對健康卻有很大的影響，缺乏或是過多引發各種疾病，例如：生長激素分泌過多就會引起巨人症，分泌過少就會造成侏儒症；而甲狀腺素分泌過多就會引發心悸、手汗等症狀，分泌過少就易導致肥胖、嗜睡等；胰島素分泌不足就會導致糖尿病。许多激素制剂以及人工合成产物在医学上及畜牧业中有重要用途。
消化道器官及胎盘等组织也能分泌激素，例如促胰液分泌激素、促胃液分泌激素、绒毛膜促性腺激素等。

## 分類
以化学性质论，激素可以分为两大类，含氮激素（并细分为肽类激素和胺类激素）和类固醇（甾体）激素。
- 含氮激素：
  - 胺类激素，如肾上腺素、甲状腺素等，
  - 多肽或蛋白质（肽类激素），如垂体激素释放因子、垂体激素（促卵泡激素、黄体生成素）、胰岛素、胰高血糖素、降钙素、肌肉生长抑制素（英语：Myostatin）、甲状旁腺激素等，
- 类固醇化合物（甾体激素），如雌激素、雄激素、肾上腺皮质激素等。

## 测定
早期的激素测定大多使用其特异生物效应为指标，但有灵敏性差，手续繁琐，周期较长，受生物个体差异影响等缺点。近代发展出层析、质谱、光谱或放射免疫分析，以及酶联免疫吸附等分析法。